# Masoncus arienus
Masoncus arienus är en spindelart som beskrevs av Chamberlin 1948. Masoncus arienus ingår i släktet Masoncus och familjen täckvävarspindlar. Inga underarter finns listade i Catalogue of Life.